# Тёплое (Могилёвская область)
Тёплое (бел. Цёплае) — деревня в составе Антоновского сельсовета Чаусского района Могилёвской области Республики Беларусь.

## История
В 1670 году упоминается как фольварк в Оршанском повете ВКЛ.
В 1913 году действовала церковно-приходская школа.
К 1917 году входил в состав Чаусского уезда Могилёвской губернии

## Население
- 2010 год — 54 человека

## Известные уроженцы, жители
Рагуцкий, Владимир Лаврентьевич (1917-1941) — белорусский советский поэт.